# Buchhofen
Buchhofen là một đô thị ở huyện Deggendorf bang Bayern nước Đức. Đô thị Buchhofen có diện tích 15,71 km², dân số thời điểm ngày 31 tháng 12 năm 2006 là 959 người.